# Велико Кърджиев (кавалерийски офицер)
 Тази статия е за кавалерийския офицер.  За артилерийския офицер вижте Велико Кърджиев (артилерийски офицер).  
Велико Василев Кърджиев е българи офицер, кавалерийски полковник, помощник-командир на 2-ри конен полк през Сръбско-българската война (1885), командир на 2-ри конен полк (1886), 1-ви конен полк (1890 – 1898) и 3-ти конен полк (1898 – 1900), председател на Софийския военен съд от 1891 г.

## Биография
Велико Кърджиев е роден на 10 март 1859 г. в Шумен. На 10 май 1879 г. завършва Софийско военно училище с първия випуск, произведен е в чин прапоршчик и назначен на служба в Шуменска №4 конна сотня. На 1 ноември 1879 е преименуван в чин подпоручик. На 30 август 1882 г. е произведен в чин поручик. През 1884 г. като поручик от 1-ви конен полк е командирован за обучение в Офицерската, кавалерийска школа в Санкт Петербург, която завършва през 1885 г. На 30 август 1885 г. е произведен в чин ротмистър.
Във връзка с избухващата Сръбско-българска война (1885) ротмистър Кърджиев е назначен за временен командир на 3-ти конен полк. Формирането на полка се заповядва с указ от 11 септември, като на 1 октомври се обявява, че е формиран, но реално в хода на войната не съществува. По време на Сливнишката битка (5 – 7 ноември) е помощник-командир на десния фланг, командван от ротмистър Анастас Бендерев. На 7 ноември бива ранен и излиза от строя.
След войната на 17 април 1887 е произведен в чин майор. На 17 юни 1888 г. е назначен за председател на Софийския военен съд. Командва последователно 1-ви конен полк (1890 – 1898) и 3-ти конен полк (1898 – 1900), като на 2 август 1892 е произведен в чин подполковник и на 2 август 1895 в чин полковник. С приказ № 387 от 26 септември 1891 г. от Военния министър е назначен за председател на Софийския военен съд. По-късно служи в Министерството на войната. На 14 февруари 1892 г. е награден с орден „За заслуга“ „за усърдна и примерна служба“.
Полковник Велико Кърджиев е братовчед на артилерийския полковник Велико Кърджиев, а негов по-малък брат е генерал-майор Гиню Кърджиев. Умира на 17 май 1928 г.

## Военни звания
- Прапоршчик (10 май 1879)
- Подпоручик (1 ноември 1879, преименуван)
- Поручик (30 август 1882)
- Ротмистър (30 август 1885)
- Майор (17 април 1887)
- Подполковник (2 август 1892)
- Полковник (2 август 1895)

## Награди
- Военен орден „За храброст“ IV степен (Сръбско-българска война)
- Княжески орден „Св. Александър“
- Орден „За заслуга“ (14 февруари 1892)

## Образование
- Софийско военно училище (до 1879)
- Офицерска кавалерийска школа в Санкт Петербург (1884 – 1885)